# Friedrich August Feyerabend
Friedrich August Feyerabend  (* 26. August 1809 in Heiligenbeil; † 9. März 1882 ebenda) war von 1835 bis 1882 Bürgermeister der Stadt Heiligenbeil in Ostpreußen und 1848 Abgeordneter in der Preußischen Nationalversammlung.

## Familie
Feyerabends Vater Friedrich Ernst Feyerabend (1779–1834) war sein Vorgänger als Bürgermeister in Heiligenbeil von 1817 bis 1834, seine Mutter war Johanna Juliane Kühnast (1783–1824).

## Leben
Feyerabend wurde nach Aufnahme in die Bürgerschaft am 16. Februar 1835 für zunächst sechs Jahre und danach 1842 auf Lebenszeit zum Bürgermeister seiner Heimatstadt ernannt und diente ihr so in dieser Funktion insgesamt 47 Jahre lang bis zu seinem Tode.
Feyerabend vertrat den Kreis Heiligenbeil im Preußischen Landtag und war zudem Abgeordneter in der vom 22. Mai 1848 bis zum 5. Dezember 1848 bestehenden Preußischen Nationalversammlung.
Nach Feyerabend sind die Feyerabendstraße und der Feyerabendplatz in Heiligenbeil benannt. Auf letzterem wurde ihm zu Ehren 1883 ein gusseisernes Denkmal errichtet und mit folgender Inschrift versehen: „Zum Andenken an den Bürgermeister August Feyerabend, welcher vom Jahre 1835 bis zum Jahre 1882 in hiesiger Stadt segensreich gewirkt hat, von den dankbaren Bürgern errichtet“.